# Czameria

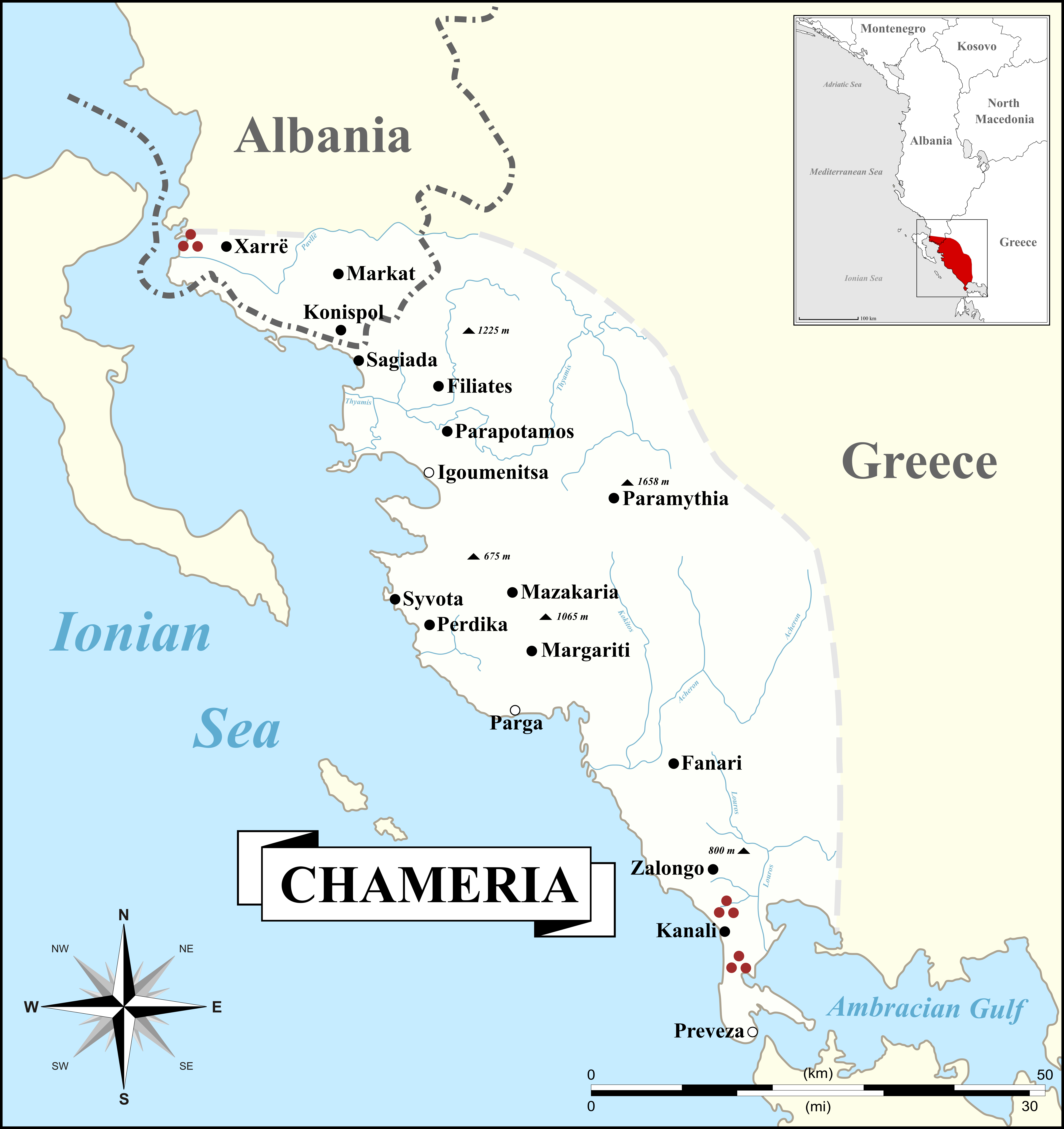

Czameria (alb. Çamëria, gr. Τσαμουριά) – albańska nazwa nadmorskiego regionu Epiru, obecnie w większości w greckiej jednostce regionalnej Tesprotia.
Jego granicę zachodnią stanowi Morze Jońskie, na północy rzeka Pavël (Pavlle), na południu rzeka Acheron, wschodnia granica Czamerii przebiega wzdłuż pasma gór Paramithias i Tsamanta.

## Historyczne przesłanki konfliktu narodowościowego
W przeszłości w tym regionie mieszkali m.in. albańscy Czamowie będący muzułmanami. W czasach Imperium Osmańskiego była to część sandżaku Joanina. W XVII-XVIII w. nastąpiła prawie całkowita islamizacja miejscowej ludności. W Czamerii, podobnie jak w innych regionach Bałkanów rekrutowano oddziały, w służbie Sułtana, tłumiące greckie powstania narodowe.

## Skutki wojen bałkańskich i wojny grecko-tureckiej
W 1913 r. na kończącej wojny bałkańskie konferencji londyńskiej, mocarstwa zdecydowały przekazać większość tego obszaru Grecji, natomiast po stronie albańskiej znalazła się niewielka część obszaru Czamerii, z miastem Konispol. W myśl uzgodnień mocarstw, w latach 1923–1930 dokonano wymiany ludności między Grecją i Turcją, z wyznaniem, jako jedynym kryterium uznawania narodowości. Na tej podstawie prawnej i pod kontrolą Ligi Narodów, przymusowo przesiedlono do Turcji kilkanaście tysięcy muzułmanów z Czamerii – rodzin uznanych przez Greków za szczególnie niepożądane. Uwzględniający kategorię językową i religijną grecki spis powszechny z 1928 r. określał liczbę albańskojęzycznych muzułmanów w całym państwie na 19 198 osób, z czego 17 008 zamieszkiwało zachodnią część Epiru.

## Skutki II wojny światowej
W trakcie wojny grecko-włoskiej 1940-41 znaczną część Albańczyków – mężczyzn internowano, wysyłając ich na greckie wyspy. Po wspólnej agresji Włoch i Niemiec, wskutek przymusowych dostaw żywności do Rzeszy oraz brytyjskiej blokady kontynentalnej, Grecję ogarnęła klęska głodu, implikując śmierć ponad 300 tysięcy ludności. W końcowym okresie wojny muzułmanie padli też ofiarą wypędzeń, organizowanych przez rojalistyczną partyzantkę grecką, ściśle współpracującego z Brytyjczykami generała Napoleona Zerwasa. W trakcie walk i wypędzeń, w źródłach albańskich określonych jako ludobójstwo, zginąć miało 2909 osób, w tym 11,7% stanowiły kobiety i dzieci. Zdaniem Greków, proporcja ta wskazuje raczej na typowy wynik starć zbrojnych, prowadzonych w kilkudziesięciu miejscowościach niż na zamierzone ludobójstwo.

## Skutki wojny domowej
Po II wojnie światowej, w Grecji toczyła się wojna domowa. Uciekając przed bratobójczymi walkami i przymusowym poborem, ponad 200 tysięcy ludności Grecji opuściło wtedy swe domy, częściowo chroniąc się w krajach sąsiednich. Poczynając od 1948, ludność małych miejscowości Czamerii, podobnie jak ponad 800 tysięcy ludności całej północno-zachodniej Grecji, podległa przymusowemu wysiedleniu do otwartych, ale drobiazgowo nadzorowanych policyjnie obozów, lokalizowanych na peryferiach dużych miast. Większość tych osób nigdy nie wróciła na wieś, a często emigrowano także poza Grecję. Poczynając od 1948, wiele zabudowań zostało zniszczonych, gdyż wojska królewskie używały ciężkiej artylerii, lotnictwa i bomb burzących, od 1949 roku także bomb napalmowych.

## Sytuacja od II połowy XX wieku
W początkach lat 50. XX wieku, Grecja ustawowo uchyliła własność wszystkich gruntów rolnych, nieuprawianych od ponad trzech lat. Mogło następować przejęcie tych pól, w pierwszej kolejności przez krewnych, w następnej kolejności przez sąsiadów. Jednocześnie, grecki rząd sponsorował budowę całkowicie nowych i zelektryfikowanych domostw, wszystkim mieszkańcom wsi, którzy powrócili tam, podejmując produkcję rolną. Zmiany te uderzyły w tysiące rodzin ze stref przygranicznych, uprzednio chroniących się przed wojną do krajów sąsiednich, których granice zostały następnie zamknięte przez ich komunistyczne rządy.
W Grecji, przez dziesięciolecia okresu powojennego utrudnione, a często niemożliwe było publiczne posługiwanie się językiem albańskim.
Po upadku komunizmu w Albanii zauważalnych jest coraz więcej oznak normalizacji sytuacji, po obu stronach.
Obecnie w Albanii mieszka szacunkowo 120-150 tys. Czamów, którzy są potomkami Albańczyków wysiedlonych (i wywłaszczonych) z Czamerii po II wojnie światowej. Zawiązane przez nich Patriotyczne Stowarzyszenie Czamerii lobbuje za rewindykacją skonfiskowanych nieruchomości których wartość została oszacowana na 2,5 mld. dolarów. Wszelako strona grecka, po wypowiedzi premiera Kostasa Simitisa w 1999 r., uważa kwestię Czamów za zamkniętą.

## Wybitni Czamowie
Z Czamerii pochodziło wielu działaczy albańskiego odrodzenia narodowego: m.in. Abedin Dino (1843-1908), Hoxha Tahsin (1811-1881), Osman Taka (zm. 1887), Ali Dino (wnuk Abedina, poseł do parlamentu greckiego, zm. w 1938). Po stronie greckiej: Thrasiwulos Tsakalotos – grecki generał, rojalista, dowódca 3 Brygady Górskiej, w bitwie o Rimini, w II wojnie światowej, grecki dowódca w wydarzeniach Dekemvriana w Atenach 1944-45, następnie zwycięzca nad siłami komunistycznej partyzantki DSE na Peloponezie i w Epirze.